# Grigol Robakidze
Grigol Robakidze (gruz. გრიგოლ რობაქიძე; ur. 28 października 1882 roku we wsi Swiri w rejonie Kutaisi, zm. 19 listopada 1962 roku w Genewie) – gruziński filolog i literaturoznawca, poeta i pisarz, wykładowca akademicki, emigracyjny działacz narodowy.

## Życiorys

### Młodość i wykształcenie
W 1895 roku ukończył gimnazjum w Kutaisi, zaś w 1901 roku miejscowe seminarium duchowne. Następnie rozpoczął studia prawnicze na uniwersytecie w Tartu, ale po kilku miesiącach wydalono go z powodu nie płacenia. W 1902 roku wyjechał do Niemiec, gdzie w 1906 roku ukończył studia filozoficzne na uniwersytecie w Lipsku. W 1908 roku powrócił do Gruzji.

### Kariera zawodowa
Prowadził publiczne wykłady dotyczące gruzińskiej i niemieckiej literaturze. W latach 1910–1914 ponownie studiował prawo na uniwersytecie w Tartu, ale naukę przerwał wybuch I wojny światowej. W 1915 roku założył w Gruzji grupę poetycką "Cisperkancelebi" (dosł. błękitne rogi), która dążyła do odrodzenia gruzińskiej poezji i bazowała na symboliźmie. W 1917 roku jako przewodniczący Związku Pisarzy Gruzińskich Robakidze przebywał kilka miesięcy na froncie kaukaskim w Karsie.
Po proklamowaniu Demokratycznej Republiki Gruzji pod koniec maja 1918 roku pracował w zarządzie spraw państwowych, zajmując się redakcją aktów prawnych wydawanych przez rząd Noego Żordanii. Jednocześnie prowadził zajęcia z rosyjskiej filozofii i poezji na kursach kobiecych w Tyflisie. Został docentem katedry literatury gruzińskiej uniwersytetu w Tyflisie. Od 1919 roku prowadził też wykłady z romantyzmu niemieckiego na uniwersytecie w Baku. W tym czasie wydał swoją pierwszą książkę pt. "Portriety", opowiadającą o rosyjskich pisarzach i filozofach, jak Piotr Czaadajew, Michaił Lermontow, czy Wasilij Rozanow. W 1919 roku wziął ponadto udział w konferencji w Wersalu jako sekretarz delegacji gruzińskiej. Po zajęciu Gruzji przez wojska bolszewickie w lutym/marcu 1921 roku, pozostał w kraju. Do 1925 roku kierował oddziałem sztuki Komisariatu Oświaty. Pełnił funkcję zastępcy przewodniczącego Wszechgruzińskiego Związku Pisarzy. Podjął działania zmierzające do uratowania od zniszczenia cerkwi Kaszweti w Tyflisie. W gruzińskim teatrze państwowym im. Rustawelego w Tyflisie wystawiano jego sztuki teatralne "Londa", "Malsztrem" i "Lamara". Sztuka "Lamara", napisana w chewsureckim dialekcie języka gruzińskiego, została w czerwcu 1930 roku uroczyście wystawiona w Moskwie na specjalnym pokazie dla Józefa Stalina.
W 1926 roku w czasopiśmie "Mnatobi" została opublikowana pierwsza powieść Robakidzego pt. "Gwelis perangi". W marcu 1931 roku, rozczarowany sowieckim reżimem, wyjechał do Niemiec. W 1933 roku ukazała się jego kolejna powieść pt. "Die gemordete Seele.". W latach 30. wydano jego następne książki (m.in. "Kaukasische Novellen", "Megi: Ein georgisches Mädchen", "Der Ruf der Göttin", "Dämon und Mythos. Essays", "Die Hüter des Grals"). W 1939 roku ukazała się książka poświęcona Adolfowi Hiterowi pt. "Adolf Hitler von einem fremden Dichter gesehen", zaś w 1941 roku poświęcona Benito Mussoliniemu pt. "Mussolini, der Sonnengezeichnete". Prawie cały okres wojny spędził w Berlinie. W 1941 roku wszedł w skład Komitetu Niepodległości Gruzji, zaś w 1942 roku Unii Gruzińskich Tradycjonalistów. Wspierał formowanie spośród jeńców wojennych-czerwonoarmistów Legionu Gruzińskiego na służbie niemieckiej. W kwietniu 1945 roku udało mu się przedostać do Szwajcarii, gdzie kontynuował karierę literacką, ale już bez sukcesów.